# Кръш фетиш
Кръш фетиш (на английски: crush fetish) е вид фетиш и парафилия, при който сексуалната възбуда е свързана с наблюдаване на смачкван обект или със собствено смачкване. Обектите варират от неодушевени (напр. храна) до нараняващо и/или смъртоносно смачкване на безгръбначни (напр. насекоми, охлюви, червеи, паяци) или гръбначни (напр. птици, влечуги, бозайници). Обикновено стъпкването с крака е най-честата практика, въпреки че могат да се използват и други методи, като сядане върху въпросния обект.
В най-тежките случаи смачкването включва убийство или продължително изтезание до смърт на животни, включително кучета, котки, прасета и маймуни. Изследвани са връзките между малтретирането на животни и насилието над хора, като малтретирането на животни може би е предшественик на по-нататъшно насилие, а случаите на жестокост към животни се проследяват от американското ФБР от 2016 г. Мотивацията за тези действия може да е във финансовата печалба от производството на видеа, продавани в Интернет на фетишисти, които намират съдържанието за сексуално удовлетворяващо и може би за забавно – специално създаден жанр, известен като „кръш филми“. Хората в бедните райони вероятно са по-склонни да създадат и участват в такова съдържание поради финансова печалба.
Понастоящем няма закони, които изрично да забраняват смачкването на животни, но производството или търговията с кръш еротика, включваща живи гръбначни животни, е незаконна в много страни, включително Съединените щати, Италия и Обединеното кралство. В Съединените щати междущатската търговия с видеоклипове за (хард) кръш видеа е незаконна от 2010 г. и много други страни също ги забраняват.

## Класификация
Кръш фетишистите използват следните термини, за да класифицират смачкването въз основа на жертвата, подложена на смачкване:
- „Смачкване на обекти“ (object crush) – смачкване на храна, играчки, електроника и други неодушевени предмети.[9]
- „Меко смачкване“ (soft crush) – смачкване на безгръбначни и риби. Това е най-често срещаната форма. Повечето ексклузивни фетишисти на софт кръш предпочитат да се разграничат от фетишистите на хард кръш, вярвайки, че последните са им създавали неоправдано негативна репутация.[10]
- „Твърдо смачкване“ (hard crush) – стъпкване на земноводни, влечуги, птици и бозайници. То се счита за по-жестоко от мекото смачкване, тъй като някои смятат, че сухоземните гръбначни животни имат по-голяма способност да изпитват болка.[11]

## Кръш филми
Кръш филмите са филми, създадени за сексуално задоволяване на кръш фетишистите. В тях човекът, който тъпче, обикновено е жена, която съсредоточава телесното си тегло върху краката си, за да притисне обекта към пода. Краката обикновено са обути в сексуално провокиращи обувки, подобни на тези на господарка, като такива с високи токчета, и в дантелени чорапи, но могат да се използват други обувки или боси крака. Това извиква елементи както от фетишизма към крака, така и от БДСМ културата.
Джеф Виленсия е известен режисьор на кръш филми, като късометражния черно-бял филм Smush от 1995 г. Валенсия, заедно с много други фетишисти, обича да вижда стъпкани безгръбначни от ранна възраст; твърди, че когато бил на 2 – 3 години, многократно се опитвал да накара хората да го настъпят.
Законността на кръш филмите и действителната практика на стъпкване варира според региона; много от тях обаче са качени на уеб сайтове и са достъпни за изтегляне от Интернет, което затруднява контрола върху разпространението им.
Производството или търговията с кръш еротика, включваща гръбначни животни, се осъжда от противниците на жестокостта към животните и е незаконна в много страни, включително Съединените щати.